# 無斑小鮋
無斑小鮋（学名：Scorpaenodes immaculatus）是輻鰭魚綱鮋形目鮋亞目鮋科的其中一種，為熱帶海水魚，分布於西印度洋沃爾特淺灘海域，棲息深度40-49公尺，體長可達8.9公分。棲息在底層水域，生活習性不明。
其种加词“immaculatus”意为“无斑的”。